# Lóránt Imre
Lóránt Imre, születési és 1932-ig használt nevén Lichtscheidl Imre Károly Lajos (Pesterzsébet, 1909. június 9. – Budapest, 1974. november 2.) gyermekgyógyász, egyetemi docens.

## Élete
Lichtscheidl Lajos államvasúti hivatalnok és Dusek Rozália fiaként született. Középiskolai tanulmányait a Pesterzsébeti Magyar Királyi Állami Kossuth Lajos Reálgimnáziumban végezte (–1927). A budapesti Pázmány Péter Tudományegyetemen 1933. október 7-én avatták orvosdoktorrá.
Elméleti képzettségét az egyetem Élettani Intézetében alapozta meg Hári Pál professzor mellett, ahol 3 évig dolgozott. Utána egy évig a Kórbonctani Intézetben működött. 1934-től a Petényi Géza által vezetett Fehér Kereszt Gyermekkórházban segéd, majd alorvos lett.
1938-ban gyermekgyógyászatból szakorvosi vizsgát tett, majd megszerezte az iskolaorvos egészségtan tanári és a községi orvosi képesítést is. A következő évben körorvosi szolgálatba ment Verebélyre, majd a felszabaduláskor városi orvosi szolgálatba lépett át. 1946-ban visszakerült az akkor II. sz. Gyermekklinikává átszervezett Fehér Kereszt Kórházba, adjunktusként dolgozott 1952-ig, amikor az Egészségügyi Minisztériumba főosztályvezetői munkakörbe került. Itt az Anya, Csecsemő és Gyermekvédelmi Főosztályt irányította. 1957-ben ismét visszatért régi munkahelyére, ahol 1962-ben docensi kinevezést kapott.
Tizenkét éven át oktatta gyermekgyógyászatra a Fogorvostudományi Kar hallgatóit.
1957-től tagja volt az ETT Gyermekgyógyászi Szakbizottságnak és vezetőségi tagja a Gyermekgyógyász Szakcsoportnak.
Mintegy 20 közleménye jelent meg.
A pesterzsébeti temetőben helyezték nyugalomra.

### Családja
1939. július 22-én Budapesten házasságot kötött Horn Angyalkával, Horn Károly és Pónya Erzsébet lányával. Gyermekük Lóránt Imre.

## Művei
- A miskolci területi gyermekgyógyászati ankét. (Gyermekgyógyászat, 1955, 9.)
- Naphazolin mérgezések. Miltényi Miklóssal. (Orvosi Hetilap, 1961, 30.)
- Plexus chorioideus papiloma két csecsemőben. Veres Jánossal, Ferenczy Ivánnal. (Orvosi Hetilap, 1967, 21.)
- Dysmorphia oculo-mandibulo-facialis. Ferenczy Ivánnal. (Orvosi Hetilap, 1968, 18.)
- Élőben diagnosztizált, veleszületett, generalizált cytomegáliás zárványtest megbetegedés. Ferenczy Ivánnal, Szentner Júliával. (Orvosi Hetilap, 1968, 32.)

## Díjai, elismerései
- Magyar Népköztársasági Érdemrend V. fokozata (1949, 1952)[5]
- Munka Érdemrend ezüst fokozata (1974)